# Interleucina-2
La IL-2 (interleucina -2) és una proteïna component de les citocines del sistema immunitari, composta per 153 aminoàcids i de pes 15,4 kDa. Actua com a factor de creixement dels limfòcits T, indueix tots els tipus de subpoblacions de limfòcits i activa la proliferació de limfòcits B. El seu gen es localitza en el cromosoma 4 (4q26-28). S'uneix al seu receptor (IL-2R) present en la membrana dels limfòcits.

## Receptor d'IL-2
IL-2 és un membre d'una família de citocines, cada membre de les quals té un paquet de quatre hèlixs alfa ; la família també inclou IL-4, IL-7, IL-9, IL-15 i IL-21 . IL-2 envia senyals a través l receptor d'IL-2, un complex que consta de tres cadenes, anomenades alfa (CD25), beta (CD122) i gamma (CD132). La cadena gamma és compartida per tots els membres de la família.
La subunitat α l receptor d'IL-2 (IL-2R) s'uneix a IL-2 amb baixa afinitat (K d ~ 10 -8 M). La interacció d'IL-2 i CD25 per si sola no condueix a la transducció de senyals a causa de la seva cadena intracel·lular curta, però té la capacitat (quan s'uneix a les subunitats β i γ) d'augmentar 100 vegades l'afinitat d'IL-2R. La heterodimerització dels ß i Subunitats d'IL-2R és essencial per a la senyalització en les cèl·lules T. La IL-2 pot senyalitzar mitjançant CD122 / CD132 IL-2R diméric d'afinitat intermèdia (K d ~ 10 -9 M) o CD25 / CD122 / CD132 IL-2R trimèric d'alta afinitat (K d ~ 10 -11 M). L'IL-2R dimèric és expressat per les cèl·lules T CD8 + de memòria i les cèl·lules NK, mentre que les cèl·lules T reguladores i les cèl·lules T activades expressen nivells elevats d'IL-2R trimèric.

## Funcions
La IL-2 també regula la resposta immunitària, intervé en la reacció inflamatòria estimulant la síntesi d'interferó, indueix l'alliberament dels IL-1, TNF-alfa i TNF-Beta. IL-2 és necessària per a l'establiment de la memòria immunitària cel·lular, així com per al reconeixement de autoantígens i antígens forans. Factor de creixement, supervivència i proliferació dels limfòcits T (LST). Té una important funció en la regulació de les respostes dels limfòcits T mitjançant la seva acció sobre els limfòcits T reguladors (ex. CD4 +, CD25 +). Aquesta citocina actua sobre les mateixes cèl·lules que la produeixen o sobre cèl·lules adjacents, pel que fa referència a la seva funció com a factor de creixement i supervivència autocrina i paracrina respectivament.
La seva expressió i secreció estan estrictament regulades i funcionen com a part de cicles de retroalimentació positiva i negativa transitoris en el muntatge i l'atenuació de les respostes immunitàries. A través del seu paper en el desenvolupament de la memòria immunològica de les cèl·lules T, que depèn de l'expansió del nombre i la funció dels clons de cèl·lules T seleccionats per antígens, té un paper clau en la resistència de la immunitat mitjançant cèl·lules.

## Deficiència
Abans es creia que una deficiència en aquesta citocina podria produir alguna de les varietats d'immunodeficiència severa mixta. Avui dia se sap que en ser necessària aquesta interleucina per a la supervivència i funcionalitat normal dels limfòcits Treg (inhibidors de les respostes T), davant d'una deficiència d'aquesta, es generaria una resposta autoimmunitària descontrolada per mitjà dels limfòcits T.

## Producció
Aquesta citocina és produïda pels limfòcits T CD4 + activats.